# Терр-де-Дрюанс
Терр-де-Дрюанс (фр. Terres de Druance) — муніципалітет у Франції, у регіоні Нижня Нормандія, департамент Кальвадос. Терр-де-Дрюанс утворено 1 січня 2017 року шляхом злиття муніципалітетів Лассі, Сен-Жан-ле-Блан i Сен-Вігор-де-Мезере. Адміністративним центром муніципалітету є Лассі. Населення — 895 осіб (01.01.2021).